# Behenu
Behenu war eine Königin der altägyptischen 6. Dynastie und verwandt oder verheiratet mit Pharao Pepi I.

## Grabstätte
Für Behenu wurde südwestlich der Pyramide von Pepi I. eine Königinnenpyramide errichtet, die 2007 von französischen Archäologen entdeckt wurde. In der Pyramide selbst wurden Pyramidentexte entdeckt, die den Namen der Behenu trugen und damit die Identifizierung der Besitzerin dieses Bauwerks ermöglichten. In den Überresten des Totentempels wurde ein sehr gut erhaltener Kopf einer Statuette der Königin gefunden. Er misst 7,5 cm und besitzt Augen, die mit farbigen Materialien eingelegt sind. Anfang 2010 wurde die Grabkammer erforscht und darin der Sarkophag der Behenu entdeckt.